# Lydia Ewandé
Lydia Ewandé, née le 22 septembre 1932 à Douala (Cameroun français) et morte le 20 avril 2016 à Meung-sur-Loire (Loiret), est une comédienne, avec une carrière de 50 ans, et une chanteuse franco-camerounaise. Comme comédienne, elle a notamment joué au théâtre avec Peter Brook et Roger Blin, au cinéma ensuite et dans des séries télévisées. Elle est l’une des premières actrices africaines de la scène française.

## Biographie
Née le 22 septembre 1932 à Bali, un quartier de Douala, elle vient en France à l’âge de 20 ans, initialement pour une formation en expertise comptable. Mais elle découvre un peu par hasard le plaisir et la comédie, par un petit rôle dans le film Pot-Bouille de Jean Duvivier, une expérience qui l'incite à prendre des cours de théâtre. Elle se passionne pour cette activité. « C’est la comédie qui l’a trouvée », résume sa fille. Pour autant, elle est bien décidée à ne pas se laisser cantonner à des rôles de domestiques noires et de faire-valoir.
Elle est remarquée pour son interprétation dans Les Nègres de Jean Genet, lors de la création de la pièce par Roger Blin en 1959,, puis en 1964 dans La Tragédie du roi Christophe d’Aimé Césaire mis en scène par Jean-Marie Serreau, une création à nouveau,. Elle retrouve le théâtre d'Aimé Césaire et la mise en scène de Jean-Marie Serreau en 1967 pour Une saison au Congo, et joue dans Mesure pour mesure de William Shakespeare mis en scène par Peter Brook en 1978. Elle travaille également avec le Béninois Tola Koukoui dans le Théâtre Kaidara, et avec le martiniquais Julius Amédée Laou. Mais elle intervient aussi dans des répertoires tout autre, au théâtre de boulevard  par exemple, et dans l'émission Au théâtre ce soir. En 1961, elle est ainsi une des jeunes comédiennes interprétant  une pièce de François Campaux, Des enfants de cœur, avec dans les rôles principaux deux comédiens de la génération précédente, Robert Murzeau et Simone Paris (ancienne maîtresse de Sacha Guitry) .
Aimant les rôles difficiles, elle privilégie le théâtre, comme actrice, jusqu'aux années 1980 où elle revient au cinéma. En 1984, elle joue dans Marche à l'ombre de Michel Blanc, et dans Tranches de vie de François Leterrier. En 1986, elle tient un des rôles principaux du film de Thomas Gilou, Black Mic-Mac, aux côtés de Jacques Villeret, une comédie sur la vie des immigrés africains en France. Parmi ces autres rôles peuvent être cités son interprétation dans Toxic Affair de Philomène Esposito, dans Métisse de Mathieu Kassovitz cette même année 1993, dans Élisa de Jean Becker en 1995, dans J'ai horreur de l'amour de Laurence Ferreira Barbosa en 1997 et dans Yamakasi d’Ariel Zeitoun en 2001. En 1995, le Zaïrois Zeka Laplaine lui ouvre l’opportunité de tourner pour la première fois en Afrique pour le tournage de Macadam Tribu, où elle interprète le rôle de Mother Bavusi.
À partir des années 1990, elle joue également dans des téléfilms et des séries télévisées, tels que L’Instit, Les Grands Frères, Une famille formidable, Navarro ou encore Inspecteur Lavardin. Sa dernière interprétation est en 2007 dans un téléfilm de Euzhan Palcy, Les Mariées de l'isle Bourbon, consacré à la colonisation de l’île Bourbon (aujourd'hui La Réunion). Euzhan Palcy dit à son propos « C'était quelqu'un qui avait beaucoup d'humour, qui a vraiment enrichi le personnage que je lui ai donné dans le film. » Et elle poursuit en précisant « Ce qui m'attriste, c'est qu'on ne se rende pas compte en France du gâchis que cela représente de ne pas lui avoir donné plus de rôles importants. ».
Par plaisir, elle a été également chanteuse, enregistrant aux Disques Barclay, notamment Ebi Weka, ou encore A muna tete, sous l'intitulé Lydia Ewandé and her Family, mais aussi Dibato la ndôlô et Ebow’a tete,.
Elle meurt le 20 avril 2016 à l’âge de 83 ans dans le Loiret, en France.